# Ceromitia tyrochlora
Ceromitia tyrochlora là một loài bướm đêm thuộc họ Adelidae. Loài này có ở Nam Phi.